# Avasújfalu
Avasújfalu (románul: Certeze) falu és községközpont Romániában, Szatmár megye északkeleti részén, az Avas-hegység keleti oldalán, a Fehér patak (Valea Albă) és Valea Rea  völgyében. Románia egyik leggazdagabb települése.

## Fekvése
Szatmárnémetitől északkeletre, Avasfelsőfalu és Lajosvölgy közt fekvő település.

## Története
A falu a szinéri és a meggyesi uradalom birtoka volt. A település neve az uradalom lajstromaiban már a Hunyadiak korában gyakran előfordult. Ekkor Wyfalw néven említették. Később a Báthory családé lett.
1520-ban a Báthoryak megosztoznak birtokaikon. E család magvaszakadván a birtok a Lónyai család, majd a Wesselényi család birtokába került. 1633-ban erdőséggel borított határából Pászthóy Máté kapott részbirtokot. 1668-ban Avasújfalura gróf Csáky Miklós nyert királyi adományt. 1717-ben Viszocsányi Sándor is részbirtokot kap itt. A 18. századtól a gróf Károlyi család, gróf Teleki, gróf Kornis, báró Wesselényi, Báró Wécsey, báró Huszár, a Bagossy, Becsky, Luby, Daróczy és Péchy családoké. Később még a Kovács, Darvay, Helmeczy, családok is szereztek itt birtokot. Az 1900-as évek elején Kovács Jenő, gróf Teleki Sámuel a főbb birtokosa.
A 20. században a legnehezebb munkát is elvállaló lakosairól vált híressé, munkaerő-kibocsátó jellege máig fennmaradt. Az itteni munkaképes lakosok – 2002-ben a népszámláláskor 5445 lakost vettek nyilvántartásba a községben, kiknek 98,01% román, 1,85 % szlovák, és egyéb lakos, a községközpontban 3083 főt számláltak – nagy része jelenleg külföldön vállal munkát (elsősorban Franciaország, Olaszország és Spanyolország a legkedveltebb országok), az ott keresett pénzt jellemzően házaik építésébe és drága autók vásárlásába fektetik. Házaik több szintesek, a ’80-as években épült emeletes házaikat átalakították, még egy, de olykor két szintet is húzva rá. Számos céget is létesítettek, az egy főre eső bejegyzett cégek száma itt a legnagyobb Romániában a falusi települések közül, ennek megfelelően, mára már inkább városinak, mint falusinak mondható a falu képe. A mezőgazdasággal elsősorban az idősebbek foglalkoznak, a településen a legfőbb gazdasági tevékenység az építkezés, a márványmegmunkálás, és az építkezéshez kapcsolódó egyéb tevékenységek, de működik itt egy ásványvíz palackozó üzem is. A faluban nagyon lecsökkent a gyermeklétszám, egyrészt, mert a szülőkkel külföldön élnek, másrészt, mert a fiatalok inkább külföldön dolgoznak és nem vállalnak gyereket.
Kevés régi ház maradt meg, legrégibb épülete az 1817-ben emelt ortodox temploma, melyet Szent Mihály és Gábor arkangyalok tiszteletére szenteltek fel. Épült itt baptista és pünkösdista templom is.
A romániai nemzeti telefonszolgáltató bevételének egy százalékát – a sok nemzetközi hívás miatt, amelyeket a nyugaton dolgozó rokonokkal bonyolítanak az itteniek – innen gyűjti be.

## Nevezetességei
- A település határában több savanyúvíz-forrás fakad.